# 西方寺 (長野県木曽町)
西方寺（さいほうじ）は 長野県木曽郡木曽町福島にある浄土真宗本願寺派の寺院。

## 歴史
これより以前に同じ上之段町にある大通寺の近くに、善性寺という浄土真宗本願寺派の寺院があったが、
天和年間(1681～1684年)に故あって廃寺となった。
そこで信仰心が篤かった桜井教西、寺沢教信らの門徒が協力して
貞享2年(1685年)4月に順應を講じて開山した。
元は八沢橋より約200m上流の八沢川左岸にあったが、
宝暦3年(1753年)8月17日、八沢川が満水となり本堂の下半分が流失したため北側に向かって傾いた。
9月中旬になって本堂を起こし、宝暦4年(1754年)、隣接する上田氏の土地を請うて境内地を拡げて、本堂を曳いて普請が成就した。
嘉永元年(1848年)6月6日、八沢川が洪水となり、本堂の東北隅から庫裏の建物の東北隅の半分を洪水によって攫われたため、
安政2年(1855年)11月に現在の場所に移転した。
現在の場所は元は、木曾代官の山村蘇門の家老であった石作駒石の屋敷があった場所で、その宅址は庫裏となり、駒石の書斎の「翠山樓」は、そのまま離れ座敷となった。
明治17年(1884年)の八沢川の氾濫で、またもや庫裏が流出した。
現在の庫裏の座敷は、残った「翠山樓」を移転したもので、間口三間半に奥行三間で、その他に玄関と茶の間が附いている。
床下は、約五尺の寄棟造で、元は東向きに建てられていた。部屋は六畳と四畳の二室で、西側に一尺五寸の床の間が設けてある。
東南北の三面障子の外は三尺の縁を廻らして高欄を設けてある。外桁は特に高く置いて雨戸の丈は七尺である。